# Heliophanus glaucus
Heliophanus glaucus är en spindelart som beskrevs av Bösenberg, Lenz 1894 [1895. Heliophanus glaucus ingår i släktet Heliophanus och familjen hoppspindlar. Inga underarter finns listade i Catalogue of Life.